# Mittelschmerz
Mittelschmerz (dal tedesco: "dolore di mezzo") è un termine medico per il "dolore ovulatorio" o "dolore di mezzo ciclo". Circa il 20% delle donne manifesta il mittelschmerz, alcune ad ogni ciclo, altre solo talvolta.

## Sintomi e diagnosi
Il mittelschmerz è caratterizzato da dolori del basso addome e dolori pelvici che si verificano approssimativamente a metà del ciclo mestruale. Il dolore può apparire improvvisamente e solitamente dura alcune ore, sebbene possa durare anche due o tre giorni. 
In alcune donne il mittelschmerz è abbastanza localizzato da permettere loro di riconoscere quale delle due ovaie fornisce l'ovulo in quel mese. Poiché l'ovulazione si verifica ad ogni ciclo casualmente in un'ovaia o nell'altra, il dolore può spostarsi da destra a sinistra, o rimanere dallo stesso lato tra un ciclo e l'altro.
Il mittelschmerz è spesso confuso per appendicite ed è una diagnosi differenziale per l'appendicite nelle donne in età fertile.

## Trattamento
Il mittleschmerz non indica presenza di malattia. Non è necessario alcun trattamento. Talvolta può rendersi necessario l'uso di antidolorifici (analgesici) in caso di dolore prolungato o intenso. Utile anche l'utilizzo di antispastici (tipo buscopan/spasmomen), per diminuire dolori causati da spasmi muscolatura uterina.
L'assunzione di contraccettivi ormonali può prevenire l'ovulazione -- e quindi il dolore ovulatorio -- ma non ci sono forme di prevenzione conosciute.

## Cause
Si ritiene che il mittelschmerz possa essere causato da cause diverse:
- Il rigonfiamento dei follicoli nelle ovaie prima dell'ovulazione. Mentre solo uno o due ovuli maturano al punto da essere rilasciati, un certo numero di follicoli cresce durante la fase follicolare del ciclo mestruale (atrofia dei follicoli non dominanti prima dell'ovulazione). Poiché i follicoli si sviluppano su entrambi i lati, questa teoria spiegherebbe l'occorrenza simultanea del mittleschmerz su entrambi i lati dell'addome.
- Assenza di apertura nell'ovaia; durante l'ovulazione l'ovulo rompe la parete dell'ovaia. Ciò può rendere l'ovulazione dolorosa per alcune donne.
- Durante l'ovulazione, sangue o altri fluidi vengono rilasciati dalla rottura del follicolo. Questi fluidi possono causare irritazioni del rivestimento addominale.[1]
- Dopo l'ovulazione, la contrazione delle tube di falloppio (simili ai movimenti peristaltici dell'esofago), può causare dolore in alcune donne.[1]
- Durante l'ovulazione, questo dolore può essere provocato da contrazioni muscolari o legamenti nelle ovaie. Queste contrazioni avvengono in seguito ad un incremento del livello di prostaglandine F2-alpha mediato dal rilascio dell'ormone luteinizzante (LH).[2]

## Utilità
Le donne che fanno ricorso a metodi di riconoscimento della fertilità possono trovare nel mittelschmerz un utile metodo secondario nel riconoscimento dell'ovulazione. Tuttavia poiché la vita dello sperma può arrivare anche a cinque giorni il mittelschmerz da solo non fornisce un preavviso sufficiente per evitare una gravidanza. Inoltre altri tipi di dolori addominali sono comuni, il mittelschmerz da solo non può nemmeno essere usato per confermare l'inizio della fase post-ovulatoria e quindi non fertile.

## Altri sintomi ovulatori
Le donne possono notare altri sintomi associati all'avvicinarsi dell'ovulazione. Il segno più comune è l'apparire del muco cervicale nei giorni immediatamente precedenti l'ovulazione. Il muco cervicale è uno dei segnali primari utilizzato nei metodi di riconoscimento della fertilità.